# Забродин, Василий Александрович
Василий Александрович Забродин (род. 30 июля 1930, Чесменка, Воронежская область) — советский и российский учёный в области инфекционных и инвазионных болезней домашних оленей, диких промысловых животных и рыб Крайнего Севера, академик РАСХН (1990).

## Биография
Родился 30.07.1930 г. в с. Чесменка Бобровского района Воронежской области.
Окончил Ленинградский ветеринарный институт (1953) и аспирантуру.
Работал в НИИ сельского хозяйства Крайнего Севера: старший научный сотрудник отдела ветеринарии (1957—1962), учёный секретарь (1963), зав. лабораторией бруцеллеза (1963—1966, 1968—1971), зав. отделом ветеринарии (1966—1968), заместитель директора по научной работе (1971—1972), директор (1972—1980).
- 1980—1985 директор Центральной н.-и. лаборатории Главохоты РСФСР.
- 1985—1988 зав. кафедрой ветеринарии Университета дружбы народов им. П. Лумумбы.
- 1988—1996 заместитель Председателя по научной работе Дальневосточного отделения ВАСХНИЛ/РАСХН (1988—1994), начальник отдела по проблемам Европейского Севера (1994—1996).
- 1996—2010 заместитель начальника отдела животноводства и ветеринарии Северо-Западного научно-методического центра РАСХН.
- с 2010 главный специалист, консультант отдела научного обеспечения Европейского Севера, сектора животноводства и ветеринарии (2010—2014), главный научный сотрудник сектора мониторинга и прогнозирования в животноводстве, ветеринарии и АПК Европейского Севера (2014—2015), с февраля 2015 г. — главный научный сотрудник отдела производства и переработки продукции животноводства и развития АПК Севера Северо-Западного центра междисциплинарных исследований проблем продовольственного обеспечения.

Разработчик методов борьбы с болезнями северных оленей, систем ведения сельского и промыслового хозяйства на Енисейском Севере, способов решения проблем сохранения и рационального использования таймырской популяции диких северных оленей.
Доктор биологических наук (1974), профессор (1976), член-корреспондент ВАСХНИЛ с 1978 г., академик ВАСХНИЛ с 1990 г., с 2013 г. академик РАН — Отделение сельскохозяйственных наук.

## Награды
Награждён орденом Трудового Красного Знамени (1979), 4 медалями СССР и РФ, бронзовой, серебряной и золотой медалями ВДНХ.

## Научные публикации
Автор более 200 научных трудов, в том числе 11 книг и брошюр, из них 3 монографии.
Книги:
- Животный мир Севера России / соавт. А. В. Кречмар. — М., 1987. — 111 с.
- Охотничье хозяйство Севера / соавт.: А. М. Карелов, А. В. Драган. — М.: Агропромиздат, 1989. — 204 с.
- Овцебык в тундре России: эксперимент XX века по восстановлению исчезнувшего вида / соавт.: Н. К. Верещагин и др.; Гос. биосфер. заповедник «Таймырский» и др. — СПб.: Астерион, 2002. — 150 с.
- Северное оленеводство / соавт.: Ф. М. Подкорытов и др.; НИИ сел. хоз-ва Крайнего Севера. — М., 2004. — 448 с.
- Специфическая профилактика бруцеллеза северных оленей / соавт.: К. А. Лайшев, С. К. Димов. — Новосибирск, 2006. — 134 с.